# Emblema do Brunei

O emblema de Brunei

O emblema do Brunei é destacado na Bandeira do Brunei. Ele foi originalmente adoptado em 1932. Há cinco componentes principais no emblema nacional. Eles são a bandeira, a cúpula real, o ala, as mãos, e as crescentes. Sobre o crescente está escrito, em escrita árabe, o lema nacional: "Sempre em serviço com orientação de Deus". Abaixo está uma bandeira com o nome da nação, também escrita em árabe, "Brunei Darussalam" ou Brunei, terra de paz.
As asas simbolizam protecção da justiça e da paz. Abaixo destes está o crescente que é o símbolo do Islão, a religião nacional de Brunei. As mãos simbolizam o governo que tem o dever de proteger as pessoas.
Desde sua criação o emblema do Brunei é também o simbolo oficial da dinastia e da família do Sultão de Brunei.